# Ojurei (Achigvara)
Ojurei (en georgiano: ოხურეი) o Ajuri (en abjasio: Ахәри) es una aldea que pertenece a la parcialmente reconocida República de Abjasia, dentro del distrito de Ochamchire, aunque de iure es parte del municipio de Gali de la República Autónoma de Abjasia de Georgia.

## Geografía
Ojurei se encuentra en la llanura de Samurzajano, a 11 km de Gali. Las aldea se administra desde el pueblo de Achigvara.   